# Amnésia colonial
Amnésia colonial (também conhecida como amnésia pós-colonial ou amnésia imperialista) é um conceito em estudos pós-coloniais que descreve o fenômeno de esquecer a história colonial ou lembrá-la de certas maneiras que apagam a história do povo colonizado. A amnésia colonial também pode se manifestar pela romantização do passado colonial ou pelo sentimento de nostalgia por ele. 

## Exemplos

### Alemanha
De acordo com ativistas anticoloniais, o passado colonialista da Alemanha foi há muito tempo apagado da história ensinada no país. No entanto, a Alemanha começou a abordar aspectos de seu legado colonial na Namíbia, Camarões, Togo, Ruanda e Burundi. O historiador alemão anticolonial Paul Grosse defende que o foco dado pelos alemães em confrontar e reconhecer os seus crimes durante o Holocausto, ofuscou em algum momento as atrocidades coloniais nas colônias alemãs, mas que os alemães estão cada vez mais conscientes da história colonial alemã. 

### Países nórdicos
Críticos da história do colonialismo nórdico destacaram o que eles veem como amnésia colonial dos povos norueguês, sueco, dinamarquês e finlandês. Conforme fala a socióloga dinamarquesa Mette Evelyn Bjerre, "a amnésia colonial é forte nos países nórdicos" e muitos nórdicos acreditam que foram "meros espectadores do colonialismo e da escravidão europeia e, portanto, não têm uma visão racializada do mundo". Bjerre descreve essa noção como uma falácia. 

### Estados Unidos
Dean Itsuji Saranillio, um acadêmico filipino-americano do Havai, criticou a amnésia colonial da comunidade de “⁣colonos filipinos⁣ ”, que não reconhecem o passado colonial ao qual foram submetidos os nativos havaianos. 

### Palestina e Israel
A escritora árabe-judaica israelita Ariella Azoulay considera o movimento de Boicote, Desinvestimento e Sanções como um aspecto da luta da Palestina contra a "amnésia colonial estrutural" do Estado israelita e do movimento sionista. 